# پنریت، نیو ساوت ولز
پنریت، نیو ساوت ولز (انگلیسی: Penrith, New South Wales) یک شهر در نزدیکی سیدنی در ایالت نیو ساوت ولز، استرالیا است.
این شهر ۱۲٫۳۳ کیلومتر مربع وسعت و در سال ۲۰۲۱ میلادی ۱۵۹٬۳۱۰ نفر جمعیت داشته‌ است.